# Окладников, Андрей Евгеньевич
Андре́й Евге́ньевич Окла́дников (13 июня 1999, Канск, Красноярский край) — российский футболист, нападающий красноярского «Енисея».
В первенстве ФНЛ (нынешняя Первая лига) дебютировал 9 октября 2021 года в матче против волгоградского «Ротора».

## Любительская карьера
С семи лет занимался в канской секции «Юность», где совмещал футбол и хоккей, первый тренер — Василий Митрошенков. В 13 лет мог уйти в хоккейный «Факел», где начинал играть Арсений Грицюк, однако сделал свой выбор в пользу футбола. До 18 лет играл в канских командах на чемпионатах и первенствах Красноярского края. После окончания школы переехал в Красноярск и поступил в Военно-инженерный институт Сибирского федерального университета.
На одном из студенческих турниров его заметил красноярский тренер Александр Кишиневский, который работал в «Рассвете». Окладников перешёл в команду, игравшую в первенстве ЛФК. В ней он провёл два сезона, став одним из лидеров.
После завершения сезона в 2019 году, когда «Рассвет» занял шестое место в зоне «Сибирь» первенства ЛФК, попросил Кишиневского найти ему команду во второй лиге. Однако тот попросил не торопиться и сообщил ему, что собирается взять его в возрождённый «Енисей-2». В 2020 году Кишиневский перешёл в «Енисей-М» и забрал из «Рассвета» семерых футболистов, в числе которых был Окладников. В 2020 году команда играла в чемпионате Красноярского края и выиграла все шесть матчей.

## Профессиональная карьера
В июне 2021 года Окладников, готовясь к первенству ФНЛ-2, забил десять мячей в матче чемпионата Красноярского края. Команда спортшколы «Енисея», за которую играл Окладников, обыграла «Лесосибирск» со счётом 14:3.
В конце сентября 2021 года сделал два хет-трика в матчах первенства ФНЛ-2, после чего его перевели в основную команду.
Дебютировал в основной команде 9 октября 2021 года, выйдя на 75-й минуте в матче с «Ротором». Первый мяч забил в третьем матче первенства ФНЛ, поразив ворота «Краснодара-2» с передачи Александра Масловского.
В Кубке России 2021/22 Окладников забивал «Локомотиву» (4:0) и дважды «Рубину» (3:1). Позже РФС признал, что второй мяч в ворота «Рубина» был засчитан неверно (форвард находился в офсайде). Вышел на поле в полуфинальном матче с московским «Спартаком» (0:3), был заменён на 60-й минуте.
Неоднократно признавался, что мечтает сыграть в «Барселоне».
В начале своей карьеры не имел агента и все вопросы решал сам. В январе 2022 года стал сотрудничать с Алексеем Сафоновым.

## Стиль игры
Отличается подвижностью и дистанционной скоростью. Умеет готовить позиции внутри штрафной и хорошо выполняет адресные передачи при фланговых атаках.
Александр Кишиневский называл Окладникова «прирождённым киллером в штрафной площади».

## Семья
Вырос в многодетной семье. Есть два младших брата. Отец Евгений — известный в Канске любитель спорта.
Женился в 18 лет. Супруга Анастасия, дочь Милана. В апреле 2023 года родился сын.

## Достижения
- Полуфиналист Кубка России (2021/2022)
- Вице-чемпион зоны «Сибирь» первенства ЛФК (2018)
- Финалист Кубка Сибири (2018)
- Чемпион Красноярского края (2020)
- Обладатель Кубка Красноярского края (2018)